# Theta Gruis
Theta Gruis (84 Gruis) é uma estrela na direção da constelação de Grus. Possui uma ascensão reta de 23h 06m 52.77s e uma declinação de −43° 31′ 13.2″. Sua magnitude aparente é igual a 4.28. Considerando sua distância de 133 anos-luz em relação à Terra, sua magnitude absoluta é igual a 1.23. Pertence à classe espectral F5me....